# Les Essards, Charente-Maritime
Les Essards là một xã trong tỉnh Charente-Maritime trong vùng Nouvelle-Aquitaine, tây nam nước Pháp. Xã Les Essards, Charente-Maritime nằm ở khu vực có độ cao từ 23-62 mét trên mực nước biển.